# Джелаирская волость
Джелаирская во́лость — административно-территориальная единица в составе Евпаторийского уезда Таврической губернии. Образована в 1802 году как часть Таврической губернии, в основном из деревень Шейхелского кадылыка (деление на кадылыки внутри уездов сохранялось до 1802 года) бывшего Козловского каймаканства.

## География
Располагалась в северо-восточной части уезда, гранича, по реке Самарчик и её балке, с Перекопским уездом . На юге граничила с Урчукской, на западе — с Яшпетской волостями, на севере выходила к побережью Каркинитского залива Чёрного моря. Занимала, в основном, северную часть современного Раздольненского района.

## Население
По Ведомости о волостях и селениях, в Евпаторийском уезде с показанием числа дворов и душ… от 19 апреля 1806 года, население волости составило 4 341 человек, из которых было 4162 крымских татарина, 81 цыган и 98 ясыров. Небольшая по размерам волость была довольно густо заселена, причём деревни были достаточно большими для степной зоны — население нескольких из них превышало 200 душ.

## Состав и население волости на апрель 1806 года
Волость просуществовала до 1829 года, когда, в ходе реформы, согласно «Ведомости о казённых волостях Таврической губернии 1829 года» , была, практически без изменений, преобразована в Атайскую.